# Мост Астория — Меглер
Мост Астория — Меглер (англ. Astoria–Megler Bridge или Astoria Bridge) — мост через устье реки Колумбия, соединяющий город Астория (штат Орегон) с мысом Пойнт-Эллис, расположенным близ населённого пункта Меглер (штат Вашингтон). Через него проходит федеральное шоссе  US 101 (две полосы для автомобильного движения).

## История
Платная паромная переправа на месте будущего моста через реку Колумбия существовала с 1921 года. Сначала её владельцем был Фриц Эльфвинг (Fritz Elfving), а затем, в 1946 году, его компания была куплена штатом Орегон. Паромная переправа была ненадёжной (в частности, её приходилось закрывать в непогоду и при сильном ветре), а её функционирование приносило штату значительные убытки. В 1932, 1941 и 1944 годах местные власти пытались найти финансирование для строительства моста через реку Колумбия, но предварительные оценки указывали на существенные трудности, связанные с реализацией такого проекта.

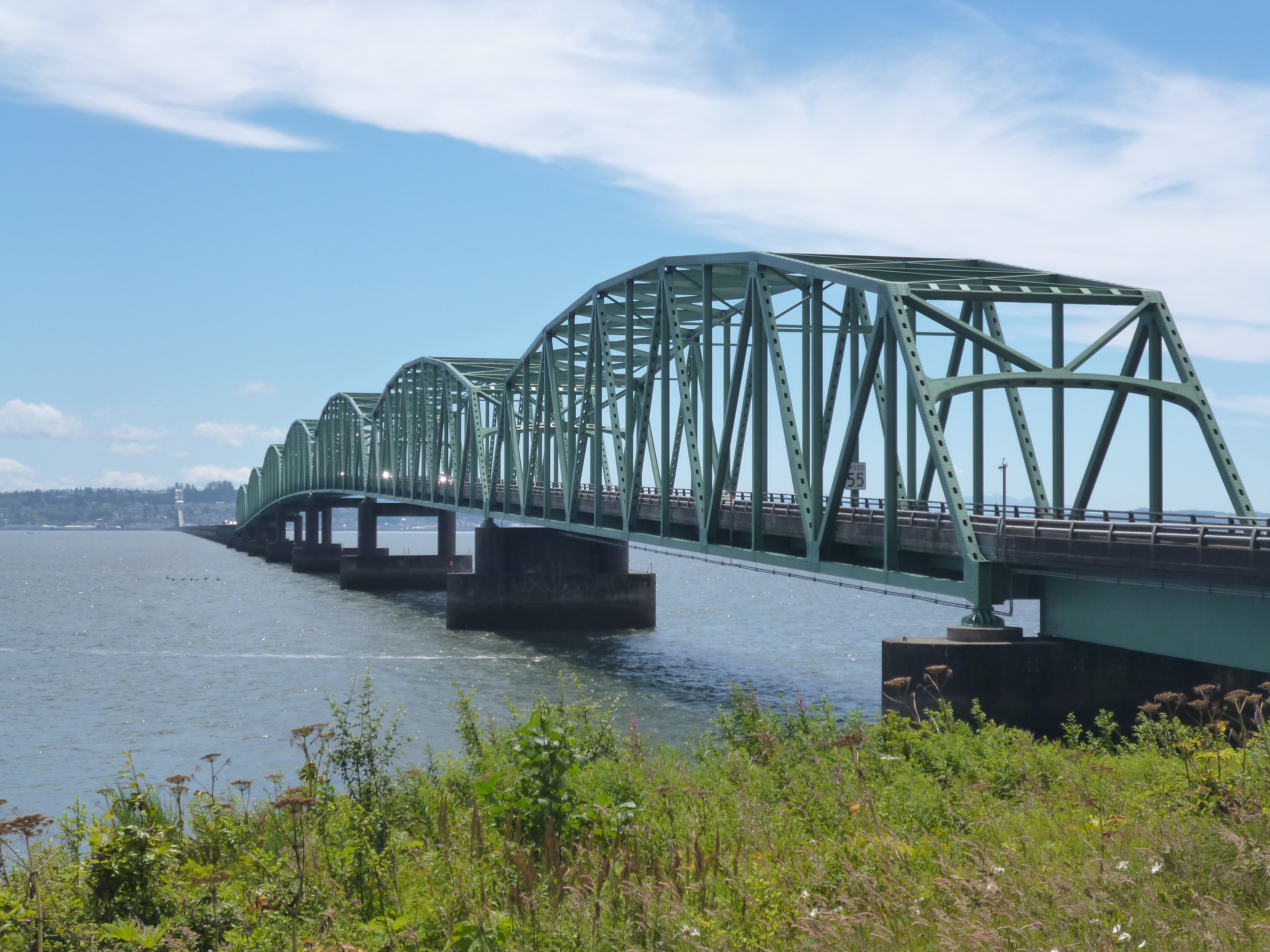
Часть моста Астория — Меглер, примыкающая к берегу штата Вашингтон

В 1953 году порт Астории предпринял новую попытку обоснования возможности строительства моста, действуя совместно с министерством автомобильных дорог Орегона (Oregon Highway Department), управлением платных мостов штата Вашингтон (Washington Toll Bridge Authority) и руководством округа Пасифик штата Вашингтон. В 1957 году законодатели штатов Орегон и Вашингтон выделили 100 тысяч долларов для подготовки планируемого проекта, а в 1961 году они договорились о совместном финансировании — соглашение о строительстве моста было подписано 15 сентября 1961 года. 9 августа 1962 года губернатор Орегона Марк Хэтфилд официально открыл проект, совершив символическое движение лопатой с землёй, а строительные работы по сооружению моста начались 5 ноября 1962 года.
Строительство моста продолжалось почти четыре года и обошлось в 24 миллиона долларов. Официальное открытие моста, за которым наблюдало около 30 000 человек, состоялось 27 августа 1966 года — символическую ленточку разрезали губернаторы штатов Орегон и Вашингтон — Марк Хэтфилд и Дэниел Эванс. Мост Астория — Меглер через реку Колумбия, являющийся частью федерального шоссе  US 101, стал последним отрезком непрерывной автомобильной магистрали вдоль всего тихоокеанского побережья США — от Мексики до Канады.
В соответствии с соглашением между штатами Орегон и Вашингтон предполагалось, что мост будет платным в течение 30 лет. Несмотря на заявления критиков о том, что этот «мост в никуда» никогда не окупится, в действительности автомобильное движение через мост оказалось даже более интенсивным, чем изначально предполагалось — в первый год эксплуатации моста через него проехало более 200 тысяч автомобилей, а к 1993 году их количество превысило 1,6 миллионов в год. С 24 декабря 1993 года (на два года раньше, чем планировалось) движение по мосту стало бесплатным. По данным на 2016 год, ежедневно через мост проезжает около 7500 автомобилей.
Пешеходное движение по мосту запрещено, за исключением одного дня в году (обычно в октябре), когда проходит 10-километровый забег Great Columbia Crossing с одного берега реки Колумбия на другой. Мост Астория — Меглер фигурировал в фильме 1986 года «Короткое замыкание», а также во многих рекламных клипах.

## Конструкция
Главная часть моста, находящаяся у орегонского (южного) берега реки Колумбия, представляет собой 752-метровую стальную консольно-балочную ферменную структуру из восьми пролётов, с основным пролётом длиной 376 м. Этот пролёт является второй в мире по длине неразрезной металлической фермой. У северного берега реки, со стороны штата Вашингтон, мост оканчивается семью ферменными пролётами, длина каждого из которых составляет около 107 м. Общая длина моста — 6607 м, ширина — 8,5 м.

## Фотогалерея
|  |  |  |